# REINA (タレント)
REINA（レイナ、1988年4月20日 - ）は、日系アメリカ人の女性タレント、お笑い芸人。本名：佐伯 玲奈（さいき れいな）。アメリカニュージャージー州出身。ワタナベエンターテインメント所属。
2014年から2016年9月までお笑いコンビ「セクシーチョコレート」のメンバーで活動。

## 略歴・概説
ワタナベコメディスクール21期生（2014年10月入学、2015年9月卒業）出身。同スクール卒業後にワタナベエンターテインメント所属となり、お笑いコンビセクシーチョコレートとしてデビュー。
2015年からベンチャー企業ワンドロップス株式会社の執行役員を務め、グローバル人材育成の仕事に携わっている。主にプログラム開発、人事、品質管理、英会話スクールの運営などを担当している。

## 来歴・人物
アメリカ合衆国、ニュージャージー州・オラデル出身であり、ワタナベコメディスクール入学前まで日本には一度も住んだことがなかった。両親は日本出身で、父は鳥取県出身、母は岐阜県出身。
スポーツはテニス、フィリピン武道、社交ダンス、ラテンダンスの経験がある。
音楽はソフトロック、社交ダンス音楽を好む。
好きな映画のジャンルは特にSFもの、ファンタジーもの、冒険もの、犯罪もの。
特技は行動分析、人の心理を読み取ること。趣味は旅行（特に一人旅）。
2010年、ブラウン大学を卒業。アメリカ同時多発テロ事件に直面した影響から、ブラウン大学とハーバード大学院で専攻していたのはテロ対策、グローバルセキュリティー。
大学卒業後、ビル・クリントンの事務所でインターンとして務める。クリントン事務所での時期に、中央情報局（CIA）の内定ももらっていたが、「CIAで働いていることを誰にも言えない」「家族にも話せない」などの理由でCIAは辞退、その後ハーバード大学院に進学。同大学院在学中にインターポールでもテロ対策部のインターンとして働く。インターポールでは主にソマリアの海賊の追跡を担当していた。
2013年、ハーバード大学院を修了後、ロイター通信に入社し、シンガポールに駐在してコンサルティング業務に就きながら、中東のテロ、人物などをリサーチした。ハーバード時代、研究のためにイラクのクルディスタン自治区で、テロ組織クルディスタン労働者党のリーダーにもインタビューしたこともあった。
ロイター勤務の時に連邦捜査局（FBI）の最終試験にも合格していたが、これも辞退。その後、まず日本に住んでみたいという目的で来日、ジャーナリストになりたかったが、日本語が話せても読み書きが得意でなく、日本人としての一般常識も無かったことからジャーナリストになるのは難しいと思っていた。そんな時にワタナベエンターテインメントの広告を見て「エンターテインメントを通して世界を変えたい」と思うようになり、ホームページで見たワタナベエンターテインメントの養成学校を受け、そこで教官に経歴を活かせるものとしてお笑いを勧められ、ワタナベコメディスクール入学。
明石家さんまを好きな父の影響もあり、大学院生時代は日本語を忘れないためもあって、祖父母から送られて来た日本のお笑いのVTRを合間に見ていた。これが日本のお笑いを知るきっかけともなった。
芸人デビューしてからは、その活動の一方でベンチャー企業の役員としてグローバル人材育成の仕事に携わっている。2020年には、情報経営イノベーション専門職大学情報経営イノベーション学部客員教授に就任した。
座右の銘は「Don't look back」。

## 出演

### テレビ
レギュラー
- ハク学の壁〜常識を覆す、真の"ハク学"を発掘せよ!（2017年9月14日 - 、フジテレビ）回答者の１人として出演
- 陸海空 地球征服するなんて（2017年4月11日 -  、テレビ朝日）- 豪華客船アース・チームの冒険者として出演。
- ネプリーグ（フジテレビ） - 2016年10月10日より「ネプリーグ専属英語講師」としてレギュラー出演
- おはよう朝日です（朝日放送テレビ） - 2020年10月1日より木曜日コメンテーターとしてレギュラー出演
- よんチャンTV（毎日放送テレビ） - 水曜日コメンテーターとしてレギュラー出演

過去のレギュラー
- バイキング（フジテレビ） - 2016年4月7日-2017年3月16日 木曜レギュラー
- 情報ライブ ミヤネ屋（読売テレビ・日本テレビ系） - 2016年2月9日「2016年ブレーク芸人 大予想SP」
- そこまで言って委員会NP（読売テレビ） - 2016年5月8日 - 、
- 全力!脱力タイムズ（フジテレビ） - 2016年5月27日、2016年6月17日
- 未来360会議（フジテレビ） - 2016年7月13日、2016年7月20日
- TOKYO MX NEWS（TOKYO MX） - 2020年1月23日

### ラジオ
- 中村愛とREINAの水と油なおんなたち（Rakuten.FM） - 2016年7月7日から毎週木曜日
- 高橋みなみのこれから、何する？（TOKYO FM） ‐ 月曜日レギュラー出演

### インターネット配信
- AbemaPrime（AbemaTV） - 2016年4月13日より水曜レギュラー